# 倪桂珍
倪珪珍（1869年6月22日—1931年7月23日），宋霭龄、宋庆龄、宋美齡三姐妹的母亲，牧师宋嘉澍的妻子。

## 生平
生于上海公共租界，籍贯余姚倪家堰。
1931年7月15日，宋美齡偕宋太夫人、宋子良及孔祥熙子女由上海乘輪抵青島，財政部派秘書長邊志遠等18人隨行保護:152。7月18日，韓復榘夫人紀甘青、張伯誠夫人張佩賢由濟南來青島謁見宋美齡並問候宋太夫人，翌日宋美齡離開青島赴上海:152。7月23日，宋太夫人在青岛別墅去世:152。

## 身後
1931年7月25日，宋美齡與宋子文、宋藹齡、宋慶齡、宋子良、宋子安等在上海《申報》和《民國日報》登載《宋母倪太夫人訃告》:152。8月上旬，宋美齡與蔣介石派勵志社總幹事黃仁霖為特使，前往大連迎候回國奔喪的宋慶齡:152。8月15日，宋美齡與宋藹齡、宋慶齡、宋子文等會見吊唁宋太夫人的張學良夫人于鳯至:152。8月18日，宋太夫人的葬禮在上海萬國公墓舉行，蔣因軍務「一時無暇來滬」，在宋美齡催促下趕赴上海，宋家與蔣、孔祥熙參加葬禮:152。宋藹齡提出把母親故宅交給教堂，宋美齡堅持保留作宋家人紐帶，宋慶齡支持宋美齡主張，故宅得以保留:152-153。

## 家庭
父亲倪韫山也是牧师，母亲姓徐，是信羅馬天主教（大公教會）的徐光啓后代。倪桂珍17岁毕业于上海美國公理會裨文女中，擅长数学，喜爱弹钢琴，曾留校任教员。1887年夏与宋嘉澍结婚。先后生有6个孩子，3个女孩3个男孩，分別為靄齡、慶齡、美齡、子文、子良、子安。